# Universitat (Lleida)
El districte anomenat Universitat és un barri del centre de la ciutat de Lleida (Segrià), situat al voltant de la Universitat de Lleida i que comprèn el sòl urbà situat entre el turó de la Serreta i l'Escorxador, i a l'altre costat, la Rambla d'Aragó, amb el carrer Maragall enmig. És una àrea principalment de classe mitjana, tot i que s'hi troba una forta presència d'immigrants que hi treballen i hi habiten. Deixant de banda l'edifici neogòtic de la Universitat, no s'hi troba cap enclavament important, ja que és una zona que es va començar a urbanitzar durant els anys setanta: abans només s'hi podien trobar cases unifamiliars i xalets, la majoria dels quals han estat enderrocats. L'Escola Santa Anna i el Col·legi Episcopal Mare de Déu de l'Acadèmia es troben a un i altre extrem del barri. Fins a l'any 2006 hi havia una alta torre metàl·lica vermella i blanca de l'empresa Telefónica a la seva seu lleidatana, situada entre la Rambla d'Aragó i el carrer Alcalde Sol, que va ser substituïda per una estructura més discreta.
L'any 2007 tenia 12.128 habitants.